# Villers-le-Sec, Marne

Villers-le-Sec este o comună în departamentul Marne, Franța. În 2009 avea o populație de 99 de locuitori.